# ホープ駅
ホープ駅 （英語：Hope Station）は、アメリカ合衆国アーカンソー州ホープ イースト・ディビジョン・ストリート100にある駅。全米各地を結ぶ旅客鉄道のアムトラックが乗り入れている。

## 概要
ホープ駅はダウンタウンの北の端に位置し、1912年にミズーリ・パシフィック鉄道の子会社、セントルイス・アイアンマウンテン・アンド・サザン鉄道によって建設された。頑丈な木製のブラケットでサポートされている深い庇は、外で列車の到着を待つ乗客を守る。当駅は1968年11月まで旅客営業を行っていた。ビル・クリントンがアメリカ合衆国第42代大統領に当選した1990年代初頭まで荒廃した。国のトップになった彼の出世を記念して市民グループが駅を彼の人生に焦点を当てた博物館に改装することを提唱した。クリントンは1946年にホープで生まれ、大統領になる前はアーカンソー州知事であった。ミズーリ・パシフィック鉄道の後継ユニオン・パシフィック鉄道（UP）は1994年自治体に駅舎を寄贈した。改装工事は翌年完成し、公開された。1999年3月のクリントンの訪問を記念して盾が飾ってある。

## 利用可能な鉄道路線／列車
アムトラックの停車する列車は下記の通り。
シカゴとサンアントニオ / ロサンゼルス間の夜行長距離列車テキサス・イーグル号 …1日1往復停車
※南行列車のシカゴ（日・火・金）出発便はサンアントニオでサンセット・リミテッド号と併結され、ロサンゼルス行きとなる。シカゴとサンアントニオ間は毎日運転。北行列車のロサンゼルス（日・水・金）出発便はサンアントニオまでサンセット・リミテッド号と併結され、同駅で切り離し。サンアントニオとシカゴ間は毎日運転。

## 参考資料
- Great American Stations 「Hope, AR (HOP)」